# واودرچینگ
واودرچینگ (به فرانسوی: Vaudreching) یک کمون در فرانسه است که در Canton of Bouzonville واقع شده‌است.

## خصوصیات
واودرچینگ ۴٫۶۹ کیلومترمربع مساحت و ۵۱۰ نفر جمعیت دارد و ۱۹۲ متر بالاتر از سطح دریا واقع شده‌است.